# Modest Borrell i Prat
Modest Borrell i Prat (Mataró, 1 de desembre de 1843 - Barcelona, 17 de juliol de 1906) fou un compositor, contrabaixista i pianista català.
Rebé una sòlida educació musical des de la infantesa. El 1865 abandonà el seu país natal per a viatjar a països d'ultramar (Cuba, Argentina, Paraguai i Manila). Es guanyà la vida oferint classes de solfeig i piano, tocant de contrabaixista en diverses orquestres, fent d'organista en capelles catedralícies i com a autor de les seves obres d'entre les quals destaquen un Tractat de teoria Musical i diverses peces de música eclesiàstica i profana. També participà en traduccions biogràfiques de músics i artistes i escriví diversos articles al diari El Comercio de Manila.
Borrell constitueix un tipus de músic molt corrent durant el segle xix que és resultat de la crisi que viu l'església després del concordat. Si bé fins aleshores havia estat la màxima institució que mantenia la majoria dels músics espanyols, a partir d'aquest moment ja no podrà assumir-ho i molts d'ells –com fou el cas de Modest Borrell- es veieren obligats a abandonar el seu país per anar a provar sort a països d'ultramar. D'aquí neix aquest perfil tan comú de músic viatger, compositor de música utilitària ja sigui religiosa o profana, música pianística per a les ensenyances o bé música popular de saló.

## Formació musical
El seu pare, Francesc Borrell –home cultivat, professor d'instrucció i càlcul mercantil, organitzador i animador de vetllades artístiques i guitarrista– li va ensenyar les primeres nocions de solfeig. La seva mare fou Tecla Prat. Als nou anys li feu aprendre música amb el professor de piano Francesc Vidal. Més tard, continuà el solfeig amb el fagotista Agostini. El tercer professor que tingué li ensenyà piano i una mica de contrabaix del qual en volgué saber més i estudià la primera part del mètode Bottesini amb Ramón Vidal. El pianista Eusebi Font també fou mestre seu de la mà del reputat compositor Gabriel Balart, qui li ensenyà composició a partir de reduccions d'òpera per a piano.

## Cuba
Pel setembre de 1865 o 1868 va marxar a Santiago de Cuba. La música, la seva afició dominant li proporcionà ràpidament importants relacions tocant al club San Carlos i oferint classes de música. Pel juny de 1867 va fer de solista en dos concerts al teatre de la Reina. Pel març de 1868 acabà el seu Tractat de Teoria Musical, editat per Miguel A. Martínez a Santiago de Cuba i que dedicà a l'Acadèmia de l'Havana. Pel febrer de 1869 va manifestar el desig de prendre lliçons d'harmonia amb Antonio Gustavino, primer organista a la catedral de Santiago de Cuba, i començà a estudiar el tractat d'harmonia d'Hilarión Eslava. Pel mes de febrer, Borrell ho deixà tot per presentar-se, amb Antonio Guastavino, al seminari de San Basílio el Magno amb el propòsit d'ordenar-se. Tanmateix, la notícia de la mort de la seva mare el feu abandonar el seminari a disgust d'Antonio Gustavino i fou quan reprengué les lliçons d'harmonia. Mentrestant cursà harmonia per correspondència amb José Pinilla y Pascual (1837-1902), professor del Conservatori de Madrid. Va escriure i publicar els llancers Los rizos de una cubana, Una quadrilla i La clef dans la pôche amb l'editor Andrés Vidal Roger. Durant l'agost de 1870 fou nomenat pianista del Círculo Español de Santiago de Cuba fins a la data de retorn a Espanya, el 1874. El febrer de 1871 oposità a la plaça de primer organista de la catedral, vacant per l'accés de Gustavino al magisteri de la capella. L'abril del mateix any va sol·licitar i obtingué la plaça de contrabaixista de la capella de música de la catedral. L'abril de 1872 escriví per al capítol una de les seves dues misses: Missa per a tres veus, orgue, figle, violoncel i contrabaix. Abans de marxar de Santiago de Cuba va organitzar un comiat a la Societat Filharmònica.

## Retorn a Barcelona
Pel maig de 1874 tornà Catalunya i es va integrar a l'orquestra del Teatre Principal que dirigia Joan Goula (pare) per a l'estrena d'Aïda a Barcelona. El 1877 va publicar a través de l'editor Valentín de Haas quatre danses cubanes per a piano: Recuerdos de Santiago; Mamá, la danza del güizo; El champagne de Cristianita; El dulce mirar de Anita. Aquell mateix any va contreure matrimoni amb Dolors Mata i Baltà, a Vilafranca del Penedès. Més endavant va publicar, amb l'editor Manuel Salvat, diverses peces de saló digitades i molt senzilles: els valsos Rafaelin; El clavelito; Ya viene papà, la niña aplicada; les polques Lolita i La pianista de Salás; i la masurca Los días de la abuelita. Durant aquells anys fou també contrabaixista de la capella de música de la catedral de Barcelona. Romangué a Barcelona fins al 1886.

## Buenos Aires
En arribar a Río de Janeiro s'assabentà que a la República Argentina hi havia el còlera i s'esperà tres mesos a Montevideo, ciutat on escriví un Salve per a dues veus i orgue que es cantà a la catedral de Montevideo el març de 1887. Finalment, va poder arribar a Buenos Aires on al cap de pocs dies participà en un concert que organitzava la Societat Centre Català. A partir d'aquí, esdevingué el contrabaixista de l'orquestra formada pel Teatro de Variedades. L'agost de 1877 li oferiren una plaça al convent de Santo Domingo de Córdoba (Rep. Argentina) i seguidament, una altra de professor de música a la Escuela Normal del Azul (Buenos Aires). El prior del convent de Santo Domingo, fra Rufino del C. Pucheta li encarregà la composició d'un Himne a la Verge del Rosari i una Missa Solemne a tres veus amb solos, duos, cor i acompanyament d'orgue. Pel juny d'aquell mateix any, va deixar aquell càrrec amb l'ambició de treballar en un lloc que li donés una major perspectiva i importància artística i se n'anà a Asunción de Paraguai.

## Paraguai
Va romandre tres anys a Paraguai on arribà a tenir un centenar d'alumnes. A través de l'editor Artur Demarchi publicà algunes composicions pianístiques pròpies. Per estimular a les seves alumnes organitzà el 1891 “concerts familiars” que se celebraren al saló del Teatro Nacional i on hi participaren les alumnes amb més nivell. En finalitzar els concerts el professor interpretava: Presto i Rondó de la Gran Sonata de Clementi; Adagio i Presto agitato de la sonata Clar de Lluna de Beethoven; Gran vals en Mi bemoll de Chopin; Pasquinade de Gottschalk; Fantasia sobre un ballo in maschera de E. Prudent i Predilecta, havanera de saló. Durant aquesta època fou també venedor de pianos i fundà i dirigí la Sociedad Coral Española en Asunción. Durant l'octubre de 1891 retornà a Barcelona amb el desig de marxar al cap de dos anys a Manila.

## Manila
Allà tocà al teatre Zorrilla: la Segona Gran Polonesa de Louis Brassin; Recuerdos de Andalucía de Louis Moreau Gottschalk; Vals Capricho de Rubinstein; Malagueña de Teobaldo Power; i la gran marxa de l'òpera Tannhauser de Wagner transcrita al piano per Franz Liszt. Va publicar també al diari “El Comercio” -diari local de Manila- alguns articles; i va traduir del francès al castellà les 364 biografies d'artistes i músics publicades a Dresden per l'editor Wilhelm Streit.

## Final
Retornà a Catalunya l'octubre del 1895 on va fixar definitivament la seva residència fins al final dels seus dies. Va morir el 17 de juliol de 1906 a la Casa de la Caritat Montalegre.

## Obra
Es conserven obres seves a la Biblioteca Nacional de Catalunya i als fons musicals de la catedral-basílica del Sant Esperit de Terrassa (TerC) i de la basílica de Santa Maria de Castelló d'Empúries (CdE).
Música sacra
- Misses: Missa a 3v Org, Fi, Vc, Cb / Missa Solemne a 3v i Org
- Antífones: Himne a la Verge del Rosari / Salve a 3v / Salve a 2v i Org
- Salms: Dixit Dominus 4v i Orq
- Pregàries: Pregària per a 2v i Org[6] / Pregària al cor sagrat de Jesús[7]

Música de saló per a piano
- Quatre danses cubanes: Recuerdos de Santiago; Mamá, la danza del güizo; El champagne de Cristianita; El dulce mirar de Anita
- Valsos: Rafaelin; El clavelito; La Florecilla; Ya viene papà, la nina aplicada; la clef dans la poche op. 19; Juanito i Juanita[8]; Souvenirs du Mont Liban[9]; Cielo y tierra[10]
- Polques: Lolita; Las tortolitas; La pianista de salas
- Mazurca Los dias de la abuelita
- Llancer: Los rizos de una cubana; Una quadrilla; La clef dans la pôche

Altres
- Tractat de Teoria Musical
- Traducció (francès-castellà) de 364 biografies de músics
- Articles musicals al diari “El Comercio” de Manila